# USS LST-976
O USS LST-976 foi um navio de guerra norte-americano da classe LST que operou durante a Segunda Guerra Mundial.